# K2-18
K2-18, znana również jako EPIC 201912552 – gwiazda w gwiazdozbiorze Lwa, odległa o około 124 lata świetlne (~38 pc) od Słońca. Gwiazda ma układ planetarny, który tworzą co najmniej dwie egzoplanety.

## Charakterystyka obserwacyjna
Gwiazda ma obserwowaną wielkość gwiazdową 13,5m, co oznacza, że nie jest widoczna gołym okiem. Współrzędne Międzynarodowego Niebieskiego Układu Odniesienia (ICRS) systemu planetarnego K2-18 to rekt. 11h30m14,518s, dekl. +07°35′18,257″. To umieszcza ją w gwiazdozbiorze Lwa, ale poza asteryzmem tej konstelacji. Przybliżone położenie K2‑18 na mapie nieba na tle konstelacji Lwa pokazano po lewej.

## Charakterystyka fizyczna
K2-18 to czerwony karzeł o typie widmowym M2,8. Temperatura jego powierzchni wynosi około 3500 K, a okres obrotu wokół osi to około 39,6 ziemskich dni. Masa tej gwiazdy jest oceniana na ok. 49,5% masy Słońca, jej promień natomiast stanowi ok. 46,9% promienia Słońca.

## Układ planetarny

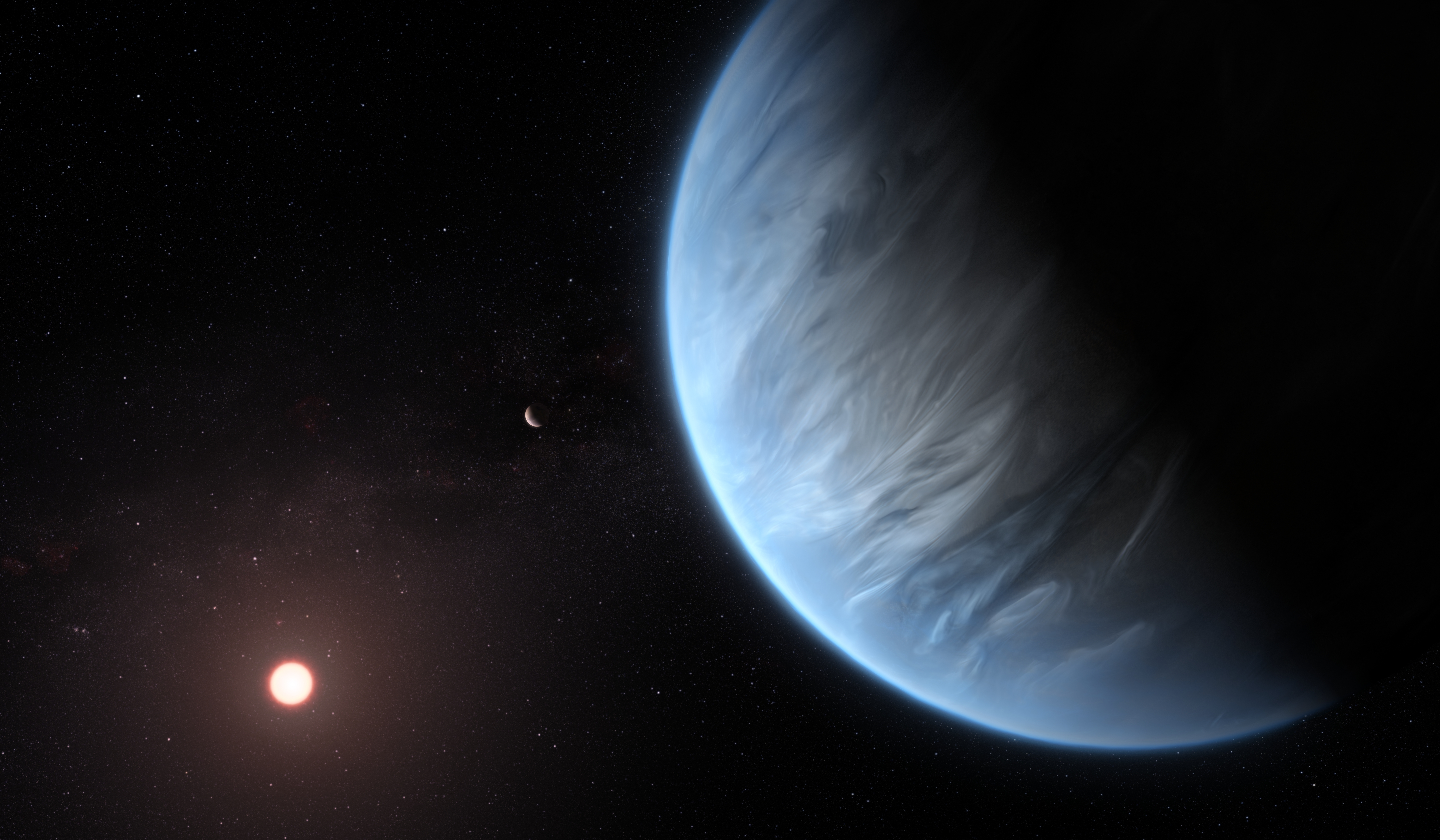
Wizja artystyczna układu K2-18, na pierwszym planie po lewej planeta K2-18b

K2-18 ma układ planetarny z dwiema znanymi planetami. Większa z nich to K2-18b, super-Ziemia (przez niektórych naukowców zaliczana raczej do kategorii mini-Neptun), znajdująca się w ekosferze K2‑18 . Jest to pierwszy przypadek odkrycia – w ekosferze gwiazdy innej niż Słońce – egzoplanety niebędącej gazowym olbrzymem, w której znaleziono wodę w jej atmosferze. Mniejsza z planet to gorąca super-Ziemia K2‑18c  .
Obie planety są bardziej masywne (od 5 do 9 razy) od Ziemi, ale nadal należą do kategorii super-Ziemi o prawdopodobnych skalistych powierzchniach. K2‑18b, planeta znajdująca się dalej od gwiazdy macierzystej, ma okres orbitalny wynoszący ok. 33 dni. Druga planeta, K2‑18c znajduje się bliżej gwiazdy macierzystej i ma okres orbitalny ok. 9 dni .

### K2-18b, umiarkowana super-Ziemia albo mini-Neptun
Odkrycia K2-18b dokonano metodą pomiaru prędkości radialnej, wykorzystując spektrograf HARPS  z obserwatorium La Silla w Chile w 2015 r.
W latach 2016–2017 opracowano algorytmy dla Kosmicznego Teleskopu Hubble’a do analizy światła emitowanego przez gwiazdę i przefiltrowanego przez atmosferę egzoplanety. 11 września 2019 roku ujawniono, że dzięki danym uzyskanym przez Teleskop Hubble’a w atmosferze K2‑18b została wykryta woda w postaci pary. Dane te wskazują na atmosferę prawdopodobnie bogatą w wodór i hel, zawierającą chmury wodne i możliwość opadów podobnych do tych na Ziemi. Jest to zatem pierwszy przypadek odnalezienia w ekosferze gwiazdy innej niż Słońce takiej planety, w której wykryto molekularną wodę. Odkrycie cząsteczek wody w atmosferze nie oznacza, że woda w stanie ciekłym jest również obecna na powierzchni planety, chociaż uważa się, że jest to możliwe.
Okres orbitalny planety wynosi 32,9396 ziemskich dni, natomiast półoś wielka jej orbity wynosi 0,1591 ± 0,004 au. Wyznaczona przez badaczy masa K2‑18b wynosi 8,63 ± 1,35 M🜨. Temperatura równowagowa planety wynosi około 265 K (tj. –8°C), bardzo zbliżoną do temperatury równowagowej dla Ziemi (wynoszącej około 257 K, tj. –18 °C), astronomowie uważają zatem, że planeta ta może mieć dobre warunki do utrzymania ciekłej wody na swojej powierzchni.
Astronomowie postawili hipotezę o scenariuszu, który sprawia, że planeta może nadawać się do zamieszkania: może to być skalista planeta z ciekłą wodą na powierzchni. Może też jednak być pokryta lodem, podobna do Neptuna. Naukowcy są przekonani, że wykorzystanie przyszłego Kosmicznego Teleskopu Jamesa Webba, który zostanie uruchomiony w 2021 r., umożliwi gromadzenie informacji w celu lepszego scharakteryzowania jej atmosfery.

### K2-18c, gorąca super-Ziemia
W 2017 r. kanadyjski astronom Ryan Cloutier i jego współpracownicy ogłosili odkrycie drugiej planety w układzie K2‑18 . Jej istnienie zostało potwierdzone w październiku 2018 r. przez ten sam zespół. Planeta, oznaczona K2‑18c znajduje się prawie dwa i pół raza bliżej macierzystej gwiazdy (półoś wielka jej orbity wynosi tylko 0,060 ± 0,003 au) niż K2‑18b i jest od niej około półtorakrotnie mniej masywna (wyznaczona przez badaczy masa tej planety wynosi 5,62 ± 0,84 M🜨 ); ma też znacznie krótszy (ponad trzyipółkrotnie) okres orbitalny, wynoszący tylko niespełna 9 dni .